# سلونیم
اسلونم (به لاتین: Slonim) یک منطقهٔ مسکونی در بلاروس است که در Slonim District واقع شده‌است. اسلونم ۴۹٬۷۳۹ نفر جمعیت دارد و ۱۵۶ متر بالاتر از سطح دریا واقع شده‌است.

## خواهرخوانده
شهرهای تورژوک، سرگییف پوساد و اوگوستوو خواهرخوانده‌های اسلونم هستند.